# Blaberus brasilianus
Blaberus brasilianus är en kackerlacksart som beskrevs av Henri Saussure 1864. Blaberus brasilianus ingår i släktet Blaberus och familjen jättekackerlackor. Inga underarter finns listade.